# Stare Miasto (województwo pomorskie)
Stare Miasto (niem. Altstadt) – wieś w Polsce, położona w województwie pomorskim, w powiecie sztumskim, w gminie Stary Dzierzgoń przy drodze wojewódzkiej nr 515 i nad rzeką Dzierzgoń. Wieś jest siedzibą sołectwa Stare Miasto, w którego skład wchodzą również miejscowości Adamowo i Kielmy.

## Historia
Wieś wzmiankowana w dokumentach z roku 1312, jako wieś czynszowa na 40 włókach. Pierwotna nazwa Aldenstat. W roku 1782 we wsi odnotowano 31 domów (dymów), natomiast w 1858 w 31 gospodarstwach domowych było 308 mieszkańców. W latach 1937–39 było 364 mieszkańców. W roku 1973 wieś należała do powiatu morąskiego, gmina Stary Dzierzgoń, poczta Stare Miasto.
W latach 1975–1998 miejscowość położona była w województwie elbląskim.

## Zabytki
Według rejestru zabytków NID na listę zabytków wpisane są:
- kościół ewangelicki, obecnie rzymskokatolicki pw. św.św. Piotra i Pawła, 2 poł. XVII, nr rej.: A-1541 z 27.06.1949 i z 26.05.1995
- cmentarz przy kościele, nr rej.: j.w.

Kościół św. Piotra i Pawła, gotycko-barokowy zbudowany na przełomie XIV/XV, gruntownie przebudowany w latach 1682–1684; salowy, z wieżą frontową nakrytą hełmem ostrosłupowym, od południa dobudowana barokowa kruchta, wewnątrz polichromia wykonana w 1699 r. przez Gotfryda Haarhangena, a także barokowe ołtarze i loża kolatorska.